# الثين

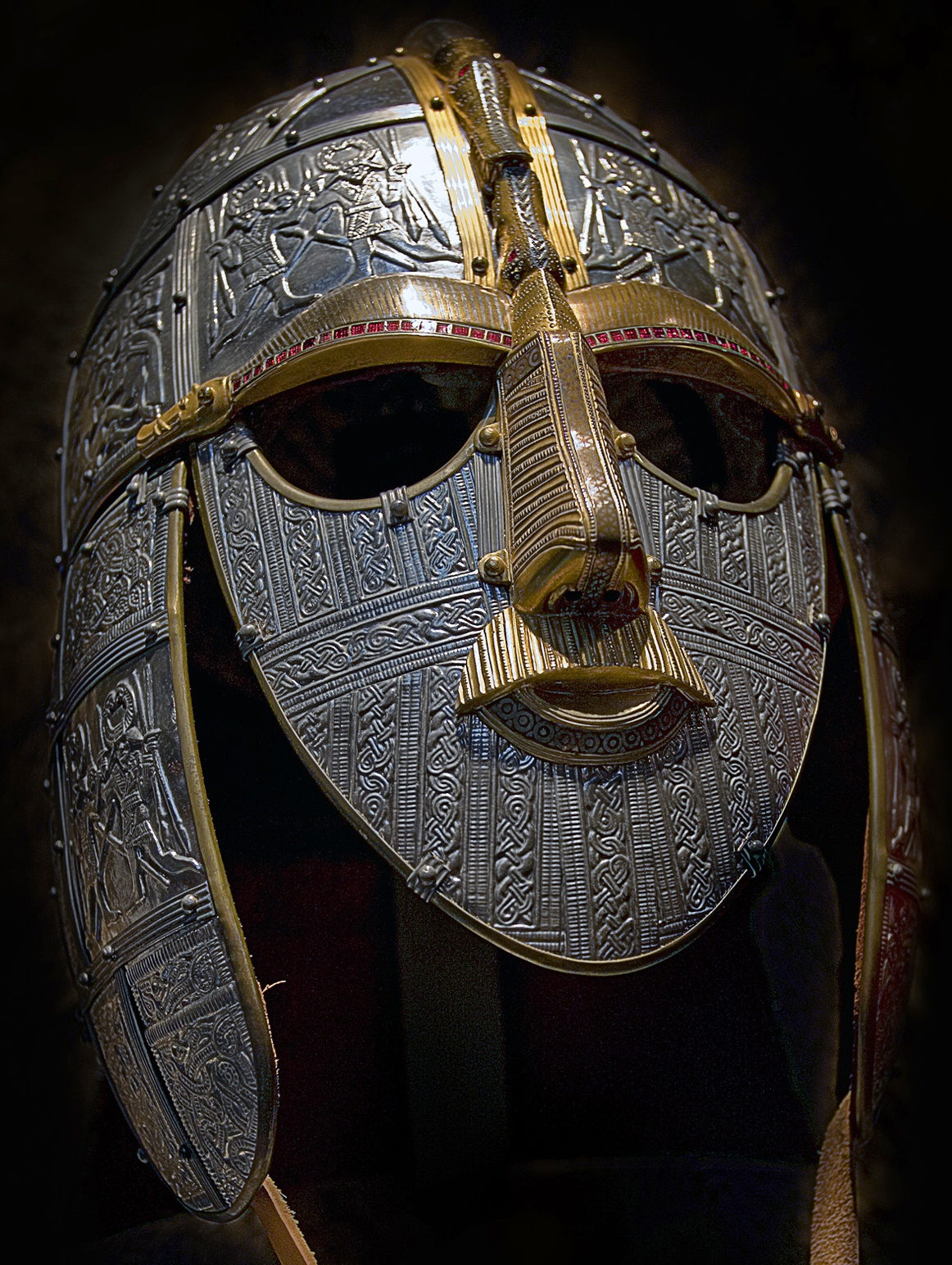

الثَّيْن لقب أنجلوسكسوني استخدم على مدى سنين طويلة في إنجلترا القديمة.
ولهذه الكلمة معان عديدة، فقد دلت في أوقات مختلفة على الخادم والنادل والتابع والموظف الرسمي.
كان لإنجلترا القديمة نظام للسادة شبيه بنظام الفرسان الذي استحدث فيما بعد .وقد أطلق سراح الخدم وأعطوا حريتهم ليصبحوا أحراراً. ولكنهم لا يكونون من أصحاب الشرف الرفيع. مالم يحقق كل منهم ما يلي : الحصول على ملكية أرض معينة المساحة، المشاركة في ثلاث رحلات بحرية، أو أداء الخدمة العسكرية .
وقد يحصل خادم ذو سمعة طيبة على مزرعة من سيده، وقد يتمكن خادم ناجح من الحصول على لقب إيرال ( وهو لقب إنجليزي أرفع من مركيز وأدنى من فيكونت )وقد شكل نظام الخدم الملكي خلال الحرب ما يسمى بالحرس الشخصي للملك، ولم يستخدم هذا اللقب منذ عهد وليم الفاتح .